# Tilt (póquer)
En el juego de póquer el término Tilt hace referencia a un estado de confusión mental o a la frustración resultante después de que un jugador adopte una estrategia no favorable que, finalmente, torna su conducta cada vez más agresiva. Este término está estrechamente relacionado con el de “Vapor” (Steam) aunque algunos consideran que esta última expresión tiene más que ver con un cúmulo de ira e intensidad.
Lograr llevar a un oponente al estado de Tilt, o uno mismo adoptar ese estado es un aspecto importante del póquer, porque es muy influyente para el desarrollo subsiguiente de una partida. Llegar al Tilt es un hecho relativamente frecuente debido a la  frustración, la animosidad contra otros jugadores o simplemente la mala suerte tras algunas manos malas. 
Los jugadores con más experiencia aprender a reconocer a tiempo que están experimentando un pre-estado de Tilt y si logran evitarlo pueden influir de forma positiva en su juego. 
El origen más reconocible del término Tilt proviene de los “pinballs” cuando un jugador sacude la máquina y esta deja de funcionar mientras la bola se va por la boca ante la mirada impotente del jugador. La frustración de ver a la bola siguiendo un camino incierto lleva a veces al jugador a mover e inclinar la máquina en un intento de orientar la bola para que siga en juego. 
Sin embargo, al hacerlo, algunas pantallas de los pinballs comienzan a titilar con la palabra "Tilt" y se congelan las funciones de la misma haciendo que la pelota se pierda. 
La relación entre ambas situaciones es la agresividad que surge debido a la frustración a la que llevan los malos resultados. 

## Estar "Tilt"
La forma más común de entrar en estado "Tilt" es la secuencia de malos resultados seguidos. El jugador gana una vez más y siente la mirada pública como humillante y eso lo irrita.
Por ejemplo:
-Retirarse de una apuesta grande sólo para que el oponente al girar las cartas tenga una mano pobre (muestra típica de un “farol” o bluff). 
-Haber sido timado por una apuesta pequeña (un farol sin riesgos para el que lo hace). 
-Tener un oponente que consigue una carta milagrosa al final de la mano
-Tener lo que cree que es una mano dominante y luego ser derrotado por una inesperada 
mano más poderosa. 
-Enfrentar a un jugador muy agresivo que juega casi cada bote pero que justamente tiene una buena mano. 
-Tener un todo para ganar y perder por mala suerte. 
-En el póquer en línea, poner un montón de dinero en el bote con las mejores probabilidades de su mano y no ser capaz de continuar la jugada debido a problemas en la conexión a Internet o defectos en el software. 
-Hacer una mala jugada y darse cuenta de ello después.
-Equivocarse en un click en una partida de póquer en línea y perder un gran bote como resultado del error.
-Perder varias manos en un corto periodo de tiempo con manos que tienen estadísticamente alrededor del 50% de probabilidades de ganar (por ejemplo un par contra dos cartas superiores)
Estas situaciones pueden alterar el equilibrio mental esencial para el juicio de un buen jugador de póquer. 
Otra forma común de entrar en “Tilt” es el mal comportamiento de los rivales en la misma mesa de póquer. La rudeza excesiva, de embriaguez en la mesa, y la pobre etiqueta en la mesa son maneras en que los jugadores pueden caer en el nerviosismo.
Es realmente increíble cómo se puede caracterizar a un jugador de póker, cuando se encuentra en su estado de "Tilt", si es alguien que realmente no conoces es una muy buena opción para descifrar su juego.